# Santa María de las Hoyas

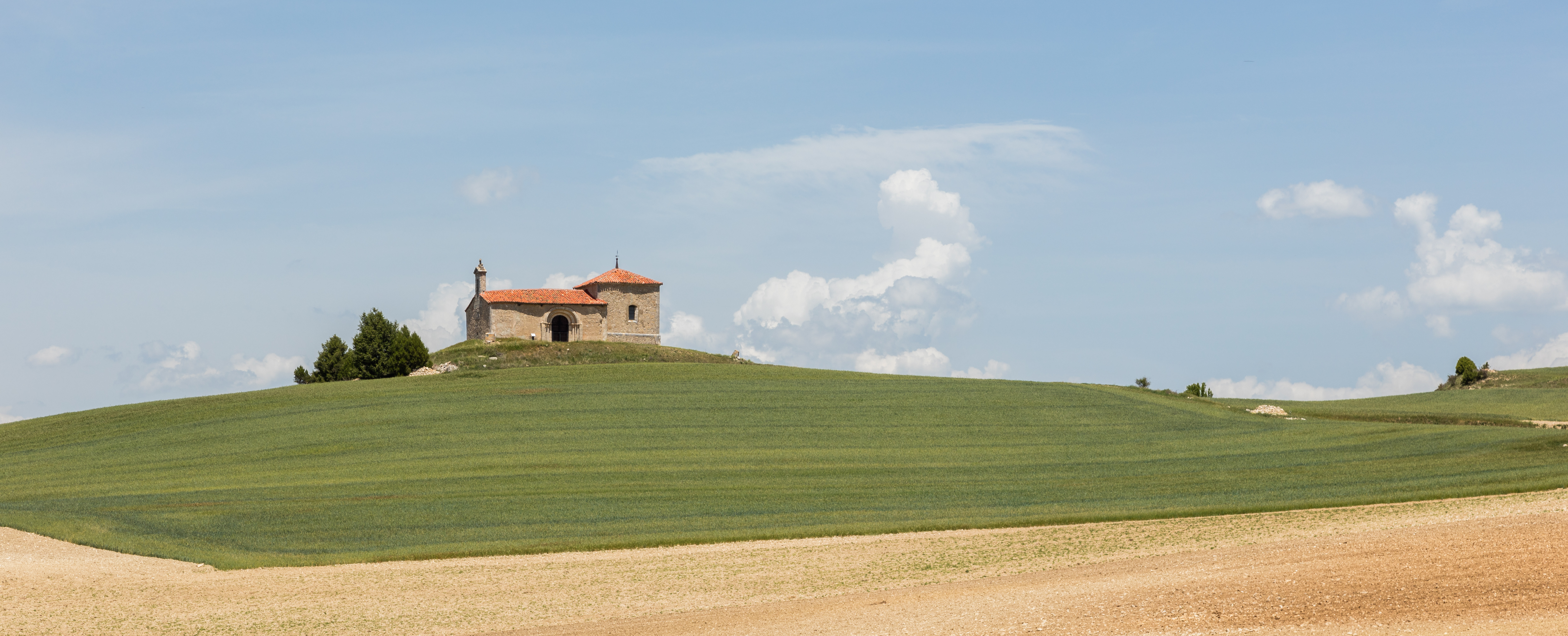
L'hermitage Santo Cristo de Miranda à Santa María de las Hoyas. Mai 2017.

Santa María de las Hoyas est une commune espagnole de la province de Soria en Castille-et-León.